# Johann Caspar Weissenbach
Johann Caspar Weissenbach (* 9. Oktober 1633 in Zug; † 12. November 1678 ebenda) war ein Schweizer Lyriker und Dramatiker.

## Leben
1633 wurde Johann Caspar als Sohn des Johann Jacob Weissenbach, Kanzleivorsteher des Klosters Einsiedeln, in Zug geboren. Nach seinem  Schulabschluss im Jesuitenkolleg Solothurn folgte eine Ausbildung in der Kanzlei des Klosters und er trat in den Dienst des Klosters Einsiedeln ein. Danach war er 13 Jahre als Obervogt des Klosters in der thurgauischen Vogtei Gachnang tätig.
Nach dem Tod des Vaters liess er sich 1666 wieder in Zug nieder. Sein stattliches Vermögen erlaubte es ihm, sich künftig ganz der Dichtung und dem Theater zu widmen. Er verfasste zahlreiche religiöse und zeitkritische Lieder und Epigramme.

## Werke

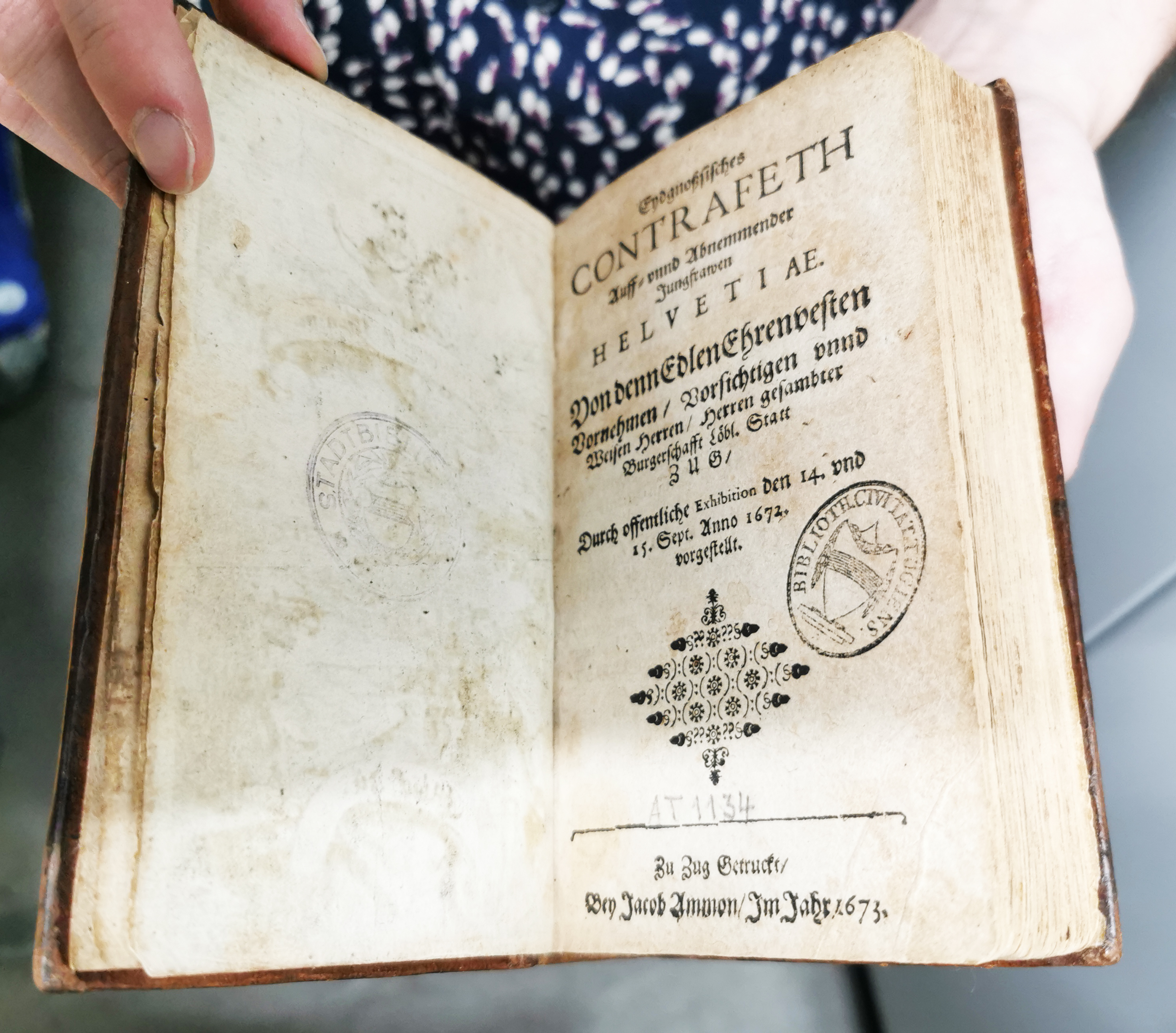
Titelblatt des Eydgnoßsisches Contrafeth auff- unnd abnemmender Jungfrawen Helvetiae von J. C: Weissenbach, Zug 1672

Er schrieb auch unter seinem Pseudonym „Danom“ das geistliche Schäferspiel „Leydt und Frewdige Hirtengedanken“, Erstaufführung und Druck in Zug 1675. Das Passionsspiel „Trawr-Gedancken Einer Christlichen Seelen“ verfasste er 1678, Drucklegung 1679.
Am bedeutendsten ist sein vom Jesuitentheater beeinflusstes, teils in Mundart abgefasstes „Eydgnoßsisches Contrafeth auff- unnd abnemmender Jungfrawen Helvetiae“. Das Stück umfasst über 200 Rollen und ist teilweise in der Mundart des innerschweizerischen Landvolkes geschrieben. Es wurde am 14. und 15. September 1672 von rund 100 Laienschauspielern auf dem Kolinplatz (damals als Ochsenplatz bekannt) in Zug mit grösstem Aufwand und Pomp vor über 3000 Zuschauern gesungen und gespielt; die halbe Stadt wirkte mit und es wurde extra eine dreigeteilte Barockbühne erstellt. 1673 erschien die erste gedruckte Ausgabe und erfuhr danach drei weitere Auflagen. Er schuf damit die neue Identifikationsfigur Helvetia, die danach eine personifizierte weibliche Repräsentationsfigur der Schweiz wurde. Dieses Werk von Johann Caspar Weissenbach lebte in den Festspielen des 19. Jahrhunderts fort, wie etwa im Stück „Helvetia“ von 1895, das Pfarrer Heinrich Weber schrieb.
Im 18. Jahrhundert kamen Teile daraus zur Aufführung, so einige dem ersten Teil entnommene Szenen in einem Tellspiel in Arth.